# Franja de Gaza bajo Hamás
Hamás gobierna la Franja de Gaza en Palestina desde que tomó el control del territorio de manos de la Autoridad Nacional Palestina (ANP) gobernada por Fatah el 14 de junio de 2007. La administración de Hamás fue dirigida inicialmente por Ismail Haniyeh desde junio de 2007 hasta febrero de 2017; luego por Yahya Sinwar hasta su su asesinato en octubre de 2024; y desde entonces por Mohamed Sinwar hasta mayo de 2025. Después de que Hamás ganara las elecciones legislativas palestinas el 25 de enero de 2006, Ismail Haniyeh fue nominado como primer ministro de la ANP, estableciendo un gobierno de unidad nacional con Fatah. Este gobierno colapsó efectivamente con el estallido del conflicto violento entre Hamás y Fatah. Después de que Hamás tomara el control de la Franja de Gaza el 14 de junio de 2007, el presidente de la Autoridad Palestina Mahmud Abás destituyó al gobierno dirigido por Hamás y nombró a Salam Fayyad como primer ministro. Ha habido intentos de reconciliación entre Fatah y Hamás desde la división de 2007; Un breve gobierno de unidad palestina en 2014 no logró organizar elecciones ni reunificar los territorios palestinos. En octubre de 2016, Hamás formó un tercer gobierno. Ha habido presión cada vez mayor para pedir que Hamás ceda el poder a la AP.

## Historia

### Preludio a la división
El conflicto entre Fatah y Hamás comenzó a gestarse cuando Hamás ganó las elecciones legislativas palestinas en enero de 2006. Israel y el Cuarteto —integrado por Estados Unidos, la Unión Europea, Rusia y las Naciones Unidas— exigieron que el nuevo gobierno de Hamás aceptara todos los acuerdos previos, reconociera el derecho de Israel a existir y renunciara a la violencia. Cuando Hamás se negó, cortó la ayuda a la Autoridad Palestina.
Un grave conflicto estalló en Gaza en diciembre de 2006, cuando el poder ejecutivo de Hamás intentó sustituir a la policía palestina como autoridad principal en Gaza.
El 8 de febrero de 2007, las negociaciones patrocinadas por Arabia Saudita en La Meca culminaron en un acuerdo sobre un gobierno de unidad nacional palestino. El acuerdo fue firmado por Mahmoud Abbas, en representación de Fatah, y Jaled Meshal, en representación de Hamás. Se instó al nuevo gobierno a alcanzar los objetivos nacionales palestinos aprobados por el Consejo Nacional Palestino, las cláusulas de la Ley Básica y el Documento de Reconciliación Nacional (el "Documento de los Prisioneros"), así como las decisiones de la 19.ª cumbre árabe.
En marzo de 2007, El Consejo Legislativo Palestino aprobó la formación de un gobierno de unidad nacional por 83 votos a favor y 3 en contra. Los ministros del gobierno fueron juramentados por Abbas, presidente de la Autoridad Nacional Palestina, en ceremonias celebradas en Gaza y Ramala. En junio de ese año, Hamás tomó el control de la Franja de Gaza del gobierno de unidad nacional después de expulsar a Fatah.